# Bothriocroton glebopalma
Bothriocroton glebopalma är en fästingart som beskrevs av Keirans, King och Robert D. Sharrad 1994. Bothriocroton glebopalma ingår i släktet Bothriocroton och familjen hårda fästingar. Inga underarter finns listade.